# Глухота (фільм)
«Глухота» — український короткометражний фільм українського режисера Мирослава Слабошпицького про проблему глухонімих українців.

## Сюжет
Київ, сьогодення. Під будинком-інтернатом капітан міліції силоміць затягує глухонімого підлітка в машину. Грюкають двері і намертво перекривають шлях до можливого порятунку. Наляканий хлопчик опиняється у пастці. За відмову співпрацювати з органами інший правоохоронець накидає йому на голову поліетиленову торбину. Допотопні радянські «Жигулі» мало не розвалюються від старості. Мотор спеціально не вимикають, і він жахливо тарабанить на всю вулицю. Підліток щосили пручається, його жорстоко б'ють двоє дебелих перевертнів у погонах і зовсім знесиленого таки змушують написати у блокноті потрібну їм адресу…
Цей сюжет ліг в основу 11-хвилинної короткометражки «Глухота» Мирослава Слабошпицького з циклу «Мудаки. Арабески». Ідею відзняти картину із життя глухонімих режисер виносив 12 років. А відзняв все й одразу за один-єдиний день. Переповнена зала берлінського кінотеатру «Сінемакс», де фільм продемонстрували першим з п'яти інших номінантів, почула лише глибоку реалістичну мову кадрів. У картині спеціально нема ані слів, ані музики чи титрів.

## Актори
- Олександр Фомічов
- Сергій Гаврилюк
- Дмитро Сокол

## Виробництво
«Просто я дуже хотів зробити кіно без слів, тому що, як ви знаєте, люди спілкуються не словами, а емоціями, якимось іншими речами. Це для мене принципова річ, і я радий, якщо мені це вдалося», — розповів «Німецькій хвилі» Мирослав Слабошпицький. Режисерові вже другий рік поспіль випала честь представляти на Берлінале Україну в конкурсній програмі. Торік це була короткометражна стрічка «Діагноз».
Якщо бюджет «Діагноза» становив 30 тисяч доларів, то на «Глухоту» було витрачено лише 300 євро, додає Слабошпицький і наголошує, що державною допомогою в обох випадках, на жаль, і «не пахло». Усього на Берлінале «Глухоту» показали ще тричі.

## Реліз
Світовий показ стрічки розпочався 13 лютого 2010 року у Німеччині на Міжнародному Берлінському кінофестивалі. Згодом фільм також було представлено 18 лютого 2011 року у Великій Британії (Glasgow Short Film Festival) та 2 липня 2011 у Польщі (Lubuskie Film Summer).

## Номінації
- Номінація: «Золотий Ведмідь» Берлінського міжнародного кінофестивалю за найкращий короткометражний фільм.